# Dergacze
Dergacze (ukr. Дергачі, trb. Derhaczi) – miasto na Ukrainie w obwodzie charkowskim, liczy ok. 16 tys. mieszkańców (2023).

## Miasta partnerskie
- Sosnowiec